# Arthur von Bolfras
Arthur Heinrich Bolfras Freiherr von Ahnenburg (Sachsenhausen, 1838. április 16. – Baden bei Wien, 1922. december 12.) osztrák katona, vezérezredes.

## Élete

### Ifjúkora
Von Bolfras 1838-ban született Sachsenhausen városában, Frankfurt am Main közelében. Édesapja a császári hadsereg nyugállományú ezredese volt, feltehetően miatta került Arthur is katonai pályára.

### Katonai szolgálata
1858-ban lépett be a Császári és Királyi Hadseregbe, ahol a 39. gyalogezredhez került. Itt hamarosan alhadnaggyá, majd főhadnaggyá nevezték ki. 1864-ben századossá nevezték ki. Hadnagyként részt vett a solferinói csatában, és az olasz egységesedés több kisebb csatározásában is. Bolfras fokozatosan emelkedett a ranglétrán, míg végül 1916. február 26-án vezérezredessé nevezték ki. Szolgálata során a Monarchia számos területén teljesített szolgálatot mint például Debrecenben, Velencében, Innsbruckban, Przemyślben és Bécsben.
1889-ben az uralkodó Katonai Irodájának vezetője lett, s még ebben az évben I. Ferenc József magyar király főhadsegédje lett. 1904-ben kapott bárói rangot. Az első világháborúban nem vett tevékenyen részt, csupán koordinátori feladatokat látott el. 1917. február 1-jén rendelkezési állományba helyezték. 1918 decemberében ment nyugdíjba.
1922. december 12-én hunyt el Baden bei Wienben.

### Kitüntetései

#### Hazai kitüntetések
Itt látható hazai kitüntetéseinek teljes listája:
- Katonai Érdemkereszt (1866)
- Tirol 1866-os Honvédelméért Érem (1866)
- Hadiérem (1874)
- Osztrák Császári Ferenc József-rend Lovagkeresztje (1875)
- Osztrák Császári Vaskorona-rend 3. osztálya (1878)
- Katonai Tiszti Szolgálati Jel 3. osztálya (1880)
- Osztrák Császári Lipót-rend Lovagkeresztje (1887)
- Magyar Királyi Szent István-rend Parancsnoki Keresztje (1892)
- Osztrák Császári Vaskorona-rend 1. osztálya (1896)
- Katonai Tiszti Szolgálati Jel 2. osztálya (1898)
- Jubileiumi Emlékérem a fegyveres erők számára 1898 (1898)
- Arany Jubileumi Emlékérem (1898)
- Osztrák Császári Lipót-rend Nagykeresztje (1902)
- Katonai Érdemkereszt 3. osztálya (1908)
- Katonai Tiszti Szolgálati Jel 1. osztálya (1908)
- Katonai Jubileumi Kereszt (1908)
- Fejérvári jubileumi bronzérem (1911)
- Magyar Királyi Szent István-rend Nagykeresztje (1912)
- Bronz Katonai Érdemérem (1914)
- Vöröskereszt Ezüst Díszérme (1914)
- Nagy Katonai Érdemérem (1916)
- Katonai Érdemkereszt 1. osztálya (1916)
- Ferenc József Emlékjel (1916)
- Katonai Érdemkereszt 1. osztálya (1918)

#### Külföldi kitüntetések
Itt látható külföldi kitüntetéseinek teljes listája:
- Olasz Szent Móric és Lázár Rend tiszti keresztje (1879)
- Francia Idegenlégió tiszti keresztje (1882)
- Porosz Vörös Sas Rend 2. osztálya csillaggal (1889)
- Perzsa Nap és Oroszlán Rend 1. osztálya (1889)
- Porosz Korona Rend 1. osztálya (1890)
- Szász Albert Rend nagykeresztje (1891)
- Toszkánai Katonai Érdemrend nagykeresztje (1892)
- Román Korona Rend nagykeresztje (1892)
- Württembergi Frigyes Rend nagykeresztje (1893)
- Hesseni Nagylelkű Fülöp Rend nagykeresztje (1893)
- Porosz Vörös Sas Rend 1. osztálya (1893)
- Szász Ernesztin Házi Rend nagykeresztje (1895)
- Griff Rend nagykeresztje (1895)
- gyémántdíszítmény a Porosz Vörös Sas Rend 1. osztályához (1895)
- Orosz Fehér Sas Rend (1896)
- Románia Csillaga Rend nagykeresztje (1896)
- Szerb Takovo-rend 1. osztálya (1896)
- Japán Szent Kincs Rend 1. osztálya (1897)
- Sziámi Korona Rend 1. osztálya (1897)
- Porosz Vörös Sas Rend nagykeresztje (1897)
- Bajor Katonai Érdemrend nagykeresztje (1898)
- Bolgár Szent Sándor Rend 1. osztálya (1899)
- Szerb Fehér Sas Rend 1. osztálya (1900)
- gyémántdíszítmény a Porosz Vörös Sas Rend nagykeresztjéhez (1900)
- gyémántdíszítmény a perzsa Nap és Oroszlán Rend 1. osztályához (1900)
- Szász Fehér Sólyom Rend nagykeresztje (1901)
- arany csillag a Szász Albert Rend nagykeresztjéhez (1903)
- Porosz Korona Rend (1903)
- görög Megváltó Rend nagykeresztje (1904)
- belga Lipót-rend nagykeresztje (1904)
- Svéd Kard Rend nagykeresztje (1904)
- Vend Korona Házirend nagykeresztje (1904)
- Dán Dannebrog Rend nagykeresztje (1904)
- Bolgár Katonai Érdemrend nagykeresztje (1905)
- Hohenzollern Házirend 1. osztályú keresztje (1905)
- Montenegrói Függetlenségi Érdemrend nagykeresztje (1906)
- Spanyol III. Károly Rend nagykeresztje (1906)
- Török Oszmán Rend 1. osztálya (1906)
- Porosz Fekete Sas Rend gyémántokkal (1908)
- Bajor Korona Rend nagykeresztje (1908)
- Bádeni I. Berthold Rend nagykeresztje (1908)
- Oldnburgi Péter Frigyes Lajos Házi- és Érdemrend nagykeresztje koronával (1908)
- Anhalti Medve Albert Rend nagykeresztje  (1908)
- Schaumburg-Lippe Hercegség Rendjének I. osztályú keresztje  (1908)
- Württembergi Korona Rend nagykeresztje (1909)
- Bádeni Hűség Házirend nagykeresztje (1909)
- Japán Felkelő Nap Rend 1. osztálya (1911)
- gyémántdíszítmény a Bolgár Szent Sándor Rend nagykeresztjéhez (1912)
- Német Vaskereszt 1. és 2. osztálya (1914)
- Bajor Katonai Érdemrend nagykeresztje kardokkal (1915)